# Peter Dabrock

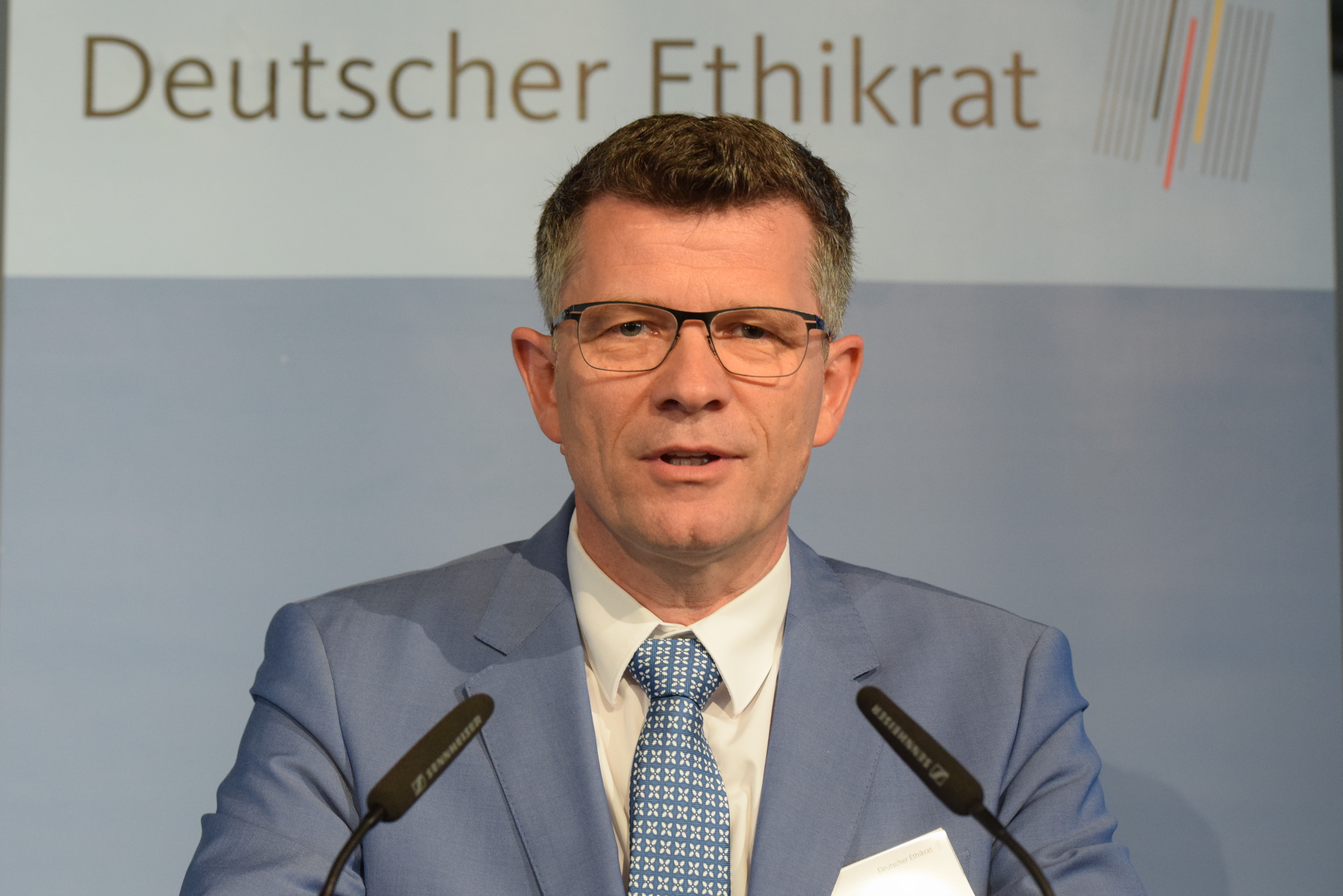
Peter Dabrock (2016)

Peter Dabrock (* 24. Juli 1964 in Epe) ist ein deutscher evangelischer Theologe und Professor für Systematische Theologie mit dem Schwerpunkt Ethik an der Universität Erlangen. Von 2012 bis 2020 war Dabrock Mitglied des Deutschen Ethikrates, dessen Vorsitzender er 2016 wurde.

## Leben
Nach dem Studium der Evangelischen und Katholischen Theologie, Philosophie und Soziologie in Würzburg, Bonn und Bochum war Dabrock von 1995 bis 2002 als Wissenschaftlicher Mitarbeiter am Lehrstuhl für Systematische Theologie (Ethik) an der Evangelisch-Theologischen Fakultät der Universität Bochum tätig. Hier promovierte er 1999 bei Christofer Frey. Von 2002 bis 2008 war er Juniorprofessor für Sozialethik/Bioethik am Fachbereich Evangelische Theologie der Universität Marburg. Während dieser Zeit war er zudem Fellow am Zentrum für Interdisziplinäre Forschung (ZiF) der Universität Bielefeld in der Task Force „Public Health Genetics“ sowie am Zentrum für Sozialpolitik der Universität Bremen. Von 2008 bis 2010 war er Professor für Sozialethik am Fachbereich Evangelische Theologie der Universität Marburg.
Seit dem Wintersemester 2010/11 ist Dabrock ordentlicher Professor an der Universität Erlangen-Nürnberg und leitet dort am Fachbereich Theologie den Lehrstuhl für Systematische Theologie II (Ethik); einen Ruf an die Humboldt-Universität zu Berlin hat er 2015 abgelehnt. In seiner Forschung setzt er einen Fokus auf die technische Durchdringung menschlicher Lebensformen und befasst sich schwerpunktmäßig mit der Ethik von Künstlicher Intelligenz und Big Data, der Ethik der Biowissenschaften und dem theologischen und philosophischen Verständnis von Leben(sformen) und Leiblichkeit. Weitere Forschungsfelder Dabrocks sind die Bioethik in fundamentaltheologischer Perspektive, die Öffentlichkeit und partikulare Weltanschauungen, die Theologische Ethik des Politischen, die Theorie und Ethik der Wissenschaftspraxis und Wissenschaftskommunikation und die Methodologie konkreter Ethik in evangelisch-fundamentaltheologischer Perspektive.
Er ist verheiratet mit Stefanie Schardien, die ebenfalls evangelische Theologin ist und als Pfarrerin sowie Rundfunkpredigerin arbeitet.

## Mitgliedschaften
Dabrock war von 2012 bis 2020 Mitglied des Deutschen Ethikrats, zunächst als einer der stellvertretenden Vorsitzenden, dann ab 2016 als  Vorsitzender. Er ist unter anderem Mitglied der DFG-Senatskommission für tierexperimentelle Forschung sowie der EKD Kammer für Öffentliche Verantwortung sowie der Steuerungsboard des Kammernetzwerkes der EKD. 2017 wurde er als erster Theologe ordentliches Mitglied bei Acatech, der Deutschen Akademie der Technikwissenschaften, 2022 wurde er in ihr Präsidium gewählt.
Von 2004 bis 2013 war er Vorstandsmitglied der Zentralen Ethikkommission bei der Bundesärztekammer und von 2011 bis 2016 war er Mitglied der „European Group on Ethics in Science and New Technologies“. Darüber hinaus war er unter anderem Mitglied des Wissenschaftlichen Beirates des Österreichischen Genomforschungsprogramms GEN-AU, im Wissenschaftlichen Beirat der Central Research Infrastructure for Molecular Pathology (CRIP) in Potsdam, im panel of experts von PRivacy and Emerging SCIENces and Technologies (PRESCIENT) sowie assoziierter Partner in der „Biobanking and Biomolecular Resources Research Infrastructure (BBMRI)“. 2021 berief ihn der Börsenverein in den Stiftungsrat des Friedenspreises des Deutschen Buchhandels, dem er bis 2022 angehörte.
Zudem ist Dabrock Mitglied in zahlreichen Fachgesellschaften, unter anderem in der Societas Ethica und der Akademie für Ethik in der Medizin. 2017 wurde er in die Deutsche Akademie der Technikwissenschaften gewählt.

## Positionen
Dabrock äußert sich in diversen Sendungen, Publikationen und Leitmedien zu aktuellen Themen im öffentlichen Diskurs, wie z. B. in der FAZ, Spiegel.de, Zeit.de und im Deutschlandfunk. Öffentliche, ethische Reflexionen macht Dabrock u. a. zum gesellschaftlichen Zusammenhalt, zur Wissenschaftskommunikation, zum ChatGPT, zur Suizidassistenz und zur Leihmutterschaft.
Im April 2020 kritisierte Dabrock die Empfehlung der Leopoldina, Kitas wegen der Corona-Pandemie bis Sommer geschlossen zu lassen.
Im April 2021 kritisierte er im Phoenix-Tagesgespräch das aktuell neugefasste Infektionsschutzgesetz der Bundesregierung als zu unausgewogen und nicht effektiv. Er plädierte für einen weitergehenden harten Lockdown sowie gegen die Ausblendung der Situation der jungen Leute (Kinder, Schüler, Studenten) und der Arbeitswelt.

## Auszeichnungen
2023 würdigte die Friedrich-Alexander-Universität Erlangen-Nürnberg Dabrocks Leistungen mit der Verdienstmedaille, eine der hohen Auszeichnungen der Universität.

## Veröffentlichungen (Auswahl)
Monographien
- Antwortender Glaube und Vernunft. Zum Ansatz evangelischer Fundamentaltheologie (Forum Ökumene. Studien zur Dogmatik, Ökumene und Ethik, Band 5). Stuttgart, Berlin, Köln 2000 (= Dissertation Bochum).
- Zusammen mit L. Klinnert und S. Schardien: Menschenwürde und Lebensschutz. Herausforderungen theologischer Bioethik. Gütersloh 2004.
- Zusammen mit A. Hilbert und W. Rief (Hrsg.): Gewichtige Gene. Adipositas zwischen Prädisposition und Eigenverantwortung. Bern 2008.
- Zusammen mit W. Nethöfel und S. Keil (Hrsg.): Verantwortungsethik als Theologie des Wirklichen. Göttingen 2009.
- Zusammen mit M. Bölker, M. Braun und J. Ried (Hrsg.): Was ist Leben im Zeitalter seiner technischen Machbarkeit? Beiträge zu einer Ethik der Synthetischen Biologie. Freiburg 2011.
- Zusammen mit J. Taupitz und J. Ried (Hrsg.): Trust in Biobanking. Dealing with Ethical, Legal and Social Issues in an Emerging Field of Biotechnology. Berlin und Heidelberg 2012.
- Befähigungsgerechtigkeit. Ein Grundkonzept konkreter Ethik in fundamentaltheologischer Perspektive. Unter Mitarbeit v. R. Denkhaus. Gütersloh 2012.
- Zusammen mit Renate Augstein, Cornelia Helfferich, Stefanie Schardien und Uwe Sielert (Hrsg.): Unverschämt – schön. Sexualethik: evangelisch und lebensnah. Gütersloher Verlags-Haus, Gütersloh 2015, ISBN 978-3-579-08222-6.
- Zusammen mit David Samhammer, Susanne Beck, Klemens Budde, Aljoscha Burchardt, Michelle Faber (und weitere): Klinische Entscheidungsfindung mit Künstlicher Intelligenz : Ein interdisziplinärer Governance-Ansatz. Berlin 2023, ISBN 978-3-662-67007-1.

Aufsätze
- Patientenverfügung und Demenz. Theologisch-ethische Reflexionen zwischen Menschenbildern und Rechtsgestaltung. In: Kirchenamt der Evangelischen Kirche in Deutschland (Hrsg.): Leben mit Demenz. Beiträge aus medizinisch-pflegericher, theologischer und lebenspraktischer Sicht. (EKD-Texte 98), Hannover 2008, S. 81–98.
- Playing God? Synthetic biology as a theological and ethical challenge. In: Systems and Synthetic Biology. Band 3, 2009, S. 47–54.
- Wirklichkeit verantworten. Der responsive Ansatz theologischer Ethik bei Dietrich Bonhoeffer. In: W. Nethöfel, P. Dabrock und S. Keil (Hrsg.): Verantwortungsethik als Theologie des Wirklichen. Göttingen 2009, S. 117–158.
- Tot oder lebendig. Vertrauen hinsichtlich der Organentnahme gewinnt man nur durch eine offene Debatte über das Hirntodkriterium. In: Zeitzeichen 12 (12/2011), S. 14–15.
- (zusammen mit R. Denkhaus) Grauzonen zwischen Leben und Tod. Ein Plädoyer für mehr Ehrlichkeit in der Debatte um das Hirntod-Kriterium, 2012.
- Sozialethische Gesichtspunkte der aktuellen Debatte um die religiös motivierte Beschneidung nichteinwilligungsfähiger Jungen, 2012.
- Zum Gebrauch der Bibel in der Theologischen Ethik. Erörterungen angesichts der aktuellen Debatte um Homosexualität, 2012.
- „… nur in wenigen Fragen Eindeutigkeit oder gar Einstimmigkeit“. Zur Genealogie jüngerer bioethischer Stellungnahmen der EKD, 2012.
- (zusammen mit M. Braun, J. Ried, U. Sonnewald) A primer to ‘bio-objects’. New challenges at the interface of science, technology and society, 2013.
- „Ja lieber gesel, es heyst, ob es dyr geredt sey“ (WA 16,388). Das Alte Testament als Herausforderung theologischer Ethik, 2013.
- Brauchen wir eine neue Institutionenethik?, 2014.
- (zusammen mit J. Ried, M. Braun) Hybridisierungsdynamiken im Verständnis von und im Umgang mit ‚Leben’. Bio-Objekte und ihre Herausforderungen für das Verhältnis von kulturellen Orientierungsmustern und emergierenden Biotechnologien, 2014.
- Öffentlichkeit und Religion. Aktualisierungen der Gemeinwohl-Tradition in sozialethischer Perspektive, 2014.
- (zusammen mit R. Anselm) Die Lebensform Familie als „Leitbild“ für Ehe und Partnerschaft, 2014.
- Geheimnis, Freiheit, Verzeihen. Warum Big Data an die Lehre von der Vorsehung erinnert, 2014.
- (zusammen mit H. Schickl, M. Braun, J. Ried) Abweg Totipotenz. Rechtsethische und rechtspolitische Herausforderungen im Umgang mit induzierten pluripotenten Stammzellen, 2014
- Bioethik des Menschen, 2015.
- Selbstbestimmungsalternativen zwischen ethischer Bewertung und rechtlicher Normierung. Ein Beitrag (nicht nur) zur Sterbehilfe-Diskussion, 2015.
- (zusammen mit M. Braun, J. Ried) Die Kraft der Normalisierung. Ein evangelisch-theologischer Beitrag zur Regelung der ärztlichen Suizidassistenz, 2015.
- (zusammen mit M. Braun, J. Ried), Synthetic Biology and Its Envisioned Significance for Modern Medicine, 2015.
- (zusammen mit M. Braun) I bet you won’t. The Science-Society Wager on Gene Editing Techniques, in: EMBO Reports 2016.
- Soziale Folgen der Biomarker-basierten und Big-Data-getriebenen Medizin, 2016.
- (Zusammen mit M. Braun) Nötiges Vertrauen und gebotene Skepsis. Ethische Reflexionen zur CRISPR-Technologie. In: Forschung & Lehre: Alles was die Wissenschaft bewegt, 1, S. 14–17, 2017.
- Antworten verantworten. Zur irritierenden Bedeutung der Bibel als Heiliger Schrift in der Theologischen Ethik. In: Hamilton, Nadine (Hrsg.), Sola Scriptura. Die Heilige Schrift als heiligende Schrift, S. 33–61, 2017.
- Big Data und digitale Ethik: Gibt es noch Geheimnisse und Privatsphäre?. In: Begleitforschung Smart Data (Hrsg.), Big Data, Smart Data, next?. S. 38–41, 2018.
- Die Würde des Menschen ist granularisierbar: Muss die Grundlage unseres Gemeinwesens neu gedacht werden?. In: EPD-Medien, 22, S. 8–16, 2018.
- Nicht Politik machen, Politik möglich machen: Zur begrenzten Legitimität religiöser Moral. In: Sautermeister, Jochen (Hrsg.), „Kirche als Moralagentur“ – zur Diskussion. S. 35–56, 2019.
- Anerkennung und Umverteilung: Zur Wiedervorlage einer Heuristik angesichts aktueller Gefährdungen des sozialen Zusammenhalts. In: Zeitschrift für evangelische Ethik, 63(2), S. 83–88, 2019.
- Gelebtes Commitment: Vertrauen und Datensouveränität als Kompass europäischer Corporate Digital Responsibility-Ansätze. In: Corporate Digital Responsibility, 2020.
- „Nicht mit Wort und Zunge, sondern in Tat und Wahrheit“ (1Joh 3,18): Gerechtigkeitsansprüche Öffentlicher Theologie. In: Körtner U., Anselm R., Albrecht Ch. (Hrsg.), Konzepte und Räume Öffentlicher Theologie. Wissenschaft – Kirche – Diakonie. S. 185–201, 2020.
- „Not kennt kein Gebot“? Ethische Perspektiven der Pandemie-Bekämpfung. In: Aus Politik und Zeitgeschichte, 71 (24–25/2021), S. 4–10, 2021.
- "Tyrannei der Ungeimpften"?: Zugespitzt, aber ethisch richtig!. In: Philosophie-Magazin, Nov. 2021.
- "Prüft aber alles und das Gute behaltet!": Theologisches und Ethisches zu Künstlicher Intelligenz. In: Theologische Literaturzeitung, 147, S. 636–650, 2022.
- Life Course and Social Participation: (Not Only) a Question of Fairness. In:  Schmitz-Luhn, Björn;  Woopen, Christiane (Hrsg.), Justice over the Course of Life. S. 37–44, 2022.
- (Zusammen mit Max Tretter und Tabea Ott) AI-produced certainties in health care: current and future challenges. In: AI and Ethics 3(4), 2023.
- "Safe Spaces" für Selbstbestimmung im Leben und im Sterben: Suizidassistenz als Herausforderung für kirchliche und diakonische Einrichtungen zwischen rechtlicher Normierung, gesellschaftlicher Verantwortung und Einzelfallsensibilität. In: Anselm, Reiner et al. (Hrsg.), Was tun, wenn es unerträglich wird?: Die Frage nach dem assistierten Suizid als Herausforderung für Kirche und Diakonie. S. 94–122, 2023.